# Fay-aux-Loges
Fay-aux-Loges és un municipi francès, situat al departament del Loiret i a la regió de Centre – Vall del Loira. L'any 2007 tenia 3.182 habitants.

## Demografia

### Població
El 2007 la població de fet de Fay-aux-Loges era de 3.182 persones. Hi havia 1.261 famílies, de les quals 351 eren unipersonals (145 homes vivint sols i 206 dones vivint soles), 354 parelles sense fills, 472 parelles amb fills i 84 famílies monoparentals amb fills.
La població ha evolucionat segons el següent gràfic:
Habitants censats

### Habitatges
El 2007 hi havia 1.419 habitatges, 1.274 eren l'habitatge principal de la família, 53 eren segones residències i 92 estaven desocupats. 1.270 eren cases i 142 eren apartaments. Dels 1.274 habitatges principals, 955 estaven ocupats pels seus propietaris, 306 estaven llogats i ocupats pels llogaters i 13 estaven cedits a títol gratuït; 17 tenien una cambra, 104 en tenien dues, 224 en tenien tres, 344 en tenien quatre i 586 en tenien cinc o més. 1.057 habitatges disposaven pel capbaix d'una plaça de pàrquing. A 535 habitatges hi havia un automòbil i a 640 n'hi havia dos o més.

### Piràmide de població
La piràmide de població per edats i sexe el 2009 era:
| Homes | Edats   | Dones |
| ----- | ------- | ----- |
| 4     | 95 o +  | 20    |
| 12    | 90 a 94 | 32    |
| 36    | 85 a 89 | 52    |
| 12    | 80 a 84 | 28    |
| 56    | 75 a 79 | 60    |
| 52    | 70 a 74 | 84    |
| 56    | 65 a 69 | 56    |
| 56    | 60 a 64 | 48    |
| 60    | 55 a 59 | 48    |
| 72    | 50 a 54 | 96    |
| 112   | 45 a 49 | 84    |
| 104   | 40 a 44 | 104   |
| 136   | 35 a 39 | 108   |
| 120   | 30 a 34 | 152   |
| 104   | 25 a 29 | 92    |
| 36    | 20 a 24 | 68    |
| 108   | 15 a 19 | 104   |
| 80    | 10 a 14 | 136   |
| 112   | 5 a 9   | 164   |
| 88    | 0 a 4   | 112   |

## Economia
El 2007 la població en edat de treballar era de 1.966 persones, 1.536 eren actives i 430 eren inactives. De les 1.536 persones actives 1.439 estaven ocupades (759 homes i 680 dones) i 97 estaven aturades (40 homes i 57 dones). De les 430 persones inactives 174 estaven jubilades, 157 estaven estudiant i 99 estaven classificades com a «altres inactius».

### Ingressos
El 2009 a Fay-aux-Loges hi havia 1.308 unitats fiscals que integraven 3.329,5 persones, la mediana anual d'ingressos fiscals per persona era de 20.071 €.

### Activitats econòmiques
Dels 109 establiments que hi havia el 2007, 2 eren d'empreses alimentàries, 1 d'una empresa de fabricació de material elèctric, 2 d'empreses de fabricació d'altres productes industrials, 29 d'empreses de construcció, 18 d'empreses de comerç i reparació d'automòbils, 7 d'empreses de transport, 4 d'empreses d'hostatgeria i restauració, 5 d'empreses d'informació i comunicació, 6 d'empreses financeres, 4 d'empreses immobiliàries, 11 d'empreses de serveis, 13 d'entitats de l'administració pública i 7 d'empreses classificades com a «altres activitats de serveis».
Dels 37 establiments de servei als particulars que hi havia el 2009, 1 era una oficina de correu, 2 oficines bancàries, 1 funerària, 2 tallers de reparació d'automòbils i de material agrícola, 3 paletes, 2 guixaires pintors, 4 fusteries, 7 lampisteries, 5 electricistes, 3 empreses de construcció, 2 perruqueries, 2 restaurants, 2 agències immobiliàries i 1 saló de bellesa.
Dels 7 establiments comercials que hi havia el 2009, 1 era un hipermercat, 1 un supermercat, 1 una botiga de més de 120 m², 2 fleques, 1 una fleca i 1 una joieria.
L'any 2000 a Fay-aux-Loges hi havia 25 explotacions agrícoles que ocupaven un total de 1.140 hectàrees.

## Equipaments sanitaris i escolars
L'únic equipament sanitari que hi havia el 2009 era una farmàcia.
El 2009 hi havia 1 escola maternal i 1 escola elemental.

## Poblacions més properes
El següent diagrama mostra les poblacions més properes.